# Yawal
Yawal là một thành phố và là nơi đặt hội đồng đô thị (municipal council) của quận Jalgaon thuộc bang Maharashtra, Ấn Độ.

## Nhân khẩu
Theo điều tra dân số năm 2001 của Ấn Độ, Yawal có dân số 31.799 người. Phái nam chiếm 52% tổng số dân và phái nữ chiếm 48%. Yawal có tỷ lệ 66% biết đọc biết viết, cao hơn tỷ lệ trung bình toàn quốc là 59,5%: tỷ lệ cho phái nam là 73%, và tỷ lệ cho phái nữ là 59%. Tại Yawal, 14% dân số nhỏ hơn 6 tuổi.